# On Langenick
On Langenick (* 31. Dezember 2000) ist ein Schweizer Handballspieler und spielt auf der Position des linken Flügels. Seit der Saison 2021/22 spielt er für den HC Kriens-Luzern in der Swiss Handball League.

## Karriere

### Juniorenzeit 2007–2019
On Langenick hat 2007 im Alter von 6 Jahren bei der Handballriege in Hochdorf begonnen, Handball zu spielen. Er wollte schon als 3-Jähriger Handball spielen, sein Vater sagte ihm jedoch, dass er sich zuerst noch in anderen Sportarten versuchen sollte. Deswegen hat er davor noch Eishockey gespielt, Judo gemacht und war in der Jugendriege. Langenick war schon früh in der Halle, da sein Vater über längere Zeit Trainer von U15- bis U19-Mannschaften war. Er hat dann als 10-Jähriger teils bereits mit 18-Jährigen trainiert.
2011 wechselte On von seinem Jugendverein zu der SG Pilatus, welches die Jugendabteilung des HC Kriens-Luzern ist. In seinen jungen Jahren spielte Langenick noch häufig im Rückraum, und erst im Verlauf seiner Juniorenzeit wechselte er auf den Flügel links. Bei der SG Pilatus trainierte er nun öfters und spielte nun in Jugendteams, die in der höchsten Jugendliga in der Schweiz um Titel spielten. Während seiner fünf Jahre bei der SG Pilatus spielte er meistens in mehreren Teams. In der Saison 2013/14 konnte er zudem mit der Regionalauswahl Innerschweiz beim Finalturnier in Bern den Schweizer Meistertitel feiern. Im Final schlug sein Team die Regionalauswahl Ost knapp mit 30:31, wobei Langenick zwei Tore zum Sieg beisteuerte. 2014 reichte es ihm mit der U15-Elite in der Hauptrunde auf den 3. Platz, womit sie den Final nur knapp verpassten. Ein Jahr später steuerte er in 14 Spielen 80 Tore bei, und am Ende des Jahres reichte es der U15 zum 6. Platz. Sein letztes Jahr bei der SG Pilatus spielte On bei der U17 Inter und erzielte in 16 Spielen 64 Tore.
Im Sommer 2016 wechselte On Langenick zu den Kadetten Schaffhausen und trainierte fortan auch in der Suisse Handball Academy. Um professionell trainieren zu können, lebte er nun in der Akademie, welche direkt in der BBC Arena in Schaffhausen angebaut ist. Seine erste Saison (2016/17) verlief sogleich erfolgreich, mit der U17-Elite reichte es am Ende zu Platz 3, und mit der U19-Elite konnte er nach einem knappen Final gegen den TSV St. Otmar St. Gallen sogar den Schweizer Meistertitel feiern. In der Saison 2017/18 konnte er mit der U19-Elite-Mannschaft den Schweizer Meistertitel im Final gegen den HSC Suhr Aarau verteidigen. Nach 22 Hauptrundenspielen lag er mit 148 Toren auf Platz 2 in der Torschützenliste, und nach den beiden Finalspielen hatte er mit 153 sogar am meisten Treffer erzielt. In seinem letztmöglichen Juniorenjahr spielte er fast ausschliesslich für die Kadetten Espoirs. Sein letztes und in dieser Saison einziges Spiel absolvierte er am 23. März 2019 gegen die HSG Nordwest und erzielte 7 Treffer.

### Aktive Karriere seit 2016
In der Saison 2016/17 konnte Langenick sein Debüt bei den Aktiven, für die Kadetten Espoirs, feiern. Sein erstes von zwei Aufgeboten erhielt er für das Spiel am 22. April 2017 gegen den TV Endingen. Ein Jahr später lief er bereits dreimal für die Espoirs auf, und im Spiel gegen den TV Steffisburg konnte er auch seinen ersten Treffer erzielen. In der Saison 2018/19 spielte er dann fast ausschliesslich für die Kadetten Espoirs und erzielte in 25 Ligaspielen 72 Feldtore. In dieser Saison durfte er zudem sein Debüt bei den Profis feiern. Am 10. Oktober 2018 lief er für die Kadetten Schaffhausen im Spiel gegen den TSV Fortitudo Gossau auf und verbuchte sogleich drei Treffer. Die Saison 2019/20 spielte er ausschliesslich für die Kadetten Espoirs, und bevor die Saison aufgrund der Corona-Pandemie unterbrochen werden musste, konnte er in Liga und Cup insgesamt 46 Tore erzielen. Die Saison 2020/21 fand aufgrund der Corona-Pandemie in einer etwas spezielleren Form statt, weswegen er in diesem Jahr nur 16 Ligaspiele absolvierte. In diesen Spielen erzielte er jedoch 62 Treffer, womit er im Schnitt 3,9 Tore pro Spiel warf.
Auf die Saison 2021/22 wechselte er in seine Heimat zum HC Kriens-Luzern, die in der Quickline Handball League, der höchsten Schweizer Liga, spielen. In seinem ersten vollen Jahr als Profi erzielte er 59 Tore in 29 Spielen, und seinem Team reichte es am Ende der Saison zu Platz 6.

### Nationalmannschaft
2015 wurde Langenick nach dem Finalturnier der Regionalauswahlen in Basel für den Förderlehrgang der U17-Nationalmannschaft aufgeboten. Im Sommer dieses Jahres wurde er nach einer einwöchigen Selektion für die U17-Nationalmannschaft nominiert. In den darauffolgenden Jahren durchlief er alle Altersstufen in der Juniorennationalmannschaft, von U17 über U19 bis hin zur U21.

## Erfolge

### Junioren
- Regionalauswahl Junioren Schweizer Meister 2014
- 3. Platz U15-Elite-Junioren 2014
- 3. Platz U17-Elite-Junioren 2017
- U19-Elite-Junioren Schweizer Meister 2017 und 2018

### Aktive
- Schweizer Cupsieger mit HC Kriens-Luzern 2023 und 2025

## Saisonbilanzen
| Saison  | Verein                | Wettbewerb           | Spiele | Tore | 7-Meter | Feldtore | Ø   | Bemerkungen                                        |
| ------- | --------------------- | -------------------- | ------ | ---- | ------- | -------- | --- | -------------------------------------------------- |
| 2013/14 | SG Pilatus            | U15 Elite            | 18     | 35   | 1       | 34       | 1.9 | 3. Platz U15 Elite & Schweizer Meister RA Junioren |
| 2013/14 | RA Innerschweiz       | RA Junioren          | 4      | 7    | 0       | 7        | 1.8 | 3. Platz U15 Elite & Schweizer Meister RA Junioren |
| 2013/14 | BSV Borba Luzern      | U15 Promotion        | 13     | 81   | 1       | 80       | 6.2 | 3. Platz U15 Elite & Schweizer Meister RA Junioren |
| 2014/15 | SG Pilatus            | U15 Elite            | 14     | 80   | 4       | 76       | 5.7 |                                                    |
| 2014/15 | RA Innerschweiz       | RA Junioren          | 5      | 13   | 2       | 11       | 2.6 |                                                    |
| 2015/16 | SG Pilatus            | U17 Inter Finalrunde | 16     | 64   | 7       | 57       | 4   |                                                    |
| 2016/17 | Kadetten Schaffhausen | U17 Elite            | 19     | 98   | 6       | 92       | 5.2 | 3. Platz U17 Elite & Schweizer Meister U19 Elite   |
| 2016/17 | Kadetten Schaffhausen | U19 Elite            | 23     | 58   | 1       | 57       | 2.5 | 3. Platz U17 Elite & Schweizer Meister U19 Elite   |
| 2016/17 | SG Rhyfall Munot      | U17 Inter Finalrunde | 1      | 11   | 0       | 11       | 11  | 3. Platz U17 Elite & Schweizer Meister U19 Elite   |
| 2017/18 | Kadetten Schaffhausen | U19 Elite            | 23     | 158  | 11      | 147      | 6.9 | Schweizer Meister & Ligatopscorer                  |
| 2018/19 | Kadetten Schaffhausen | U19 Elite            | 1      | 7    | 0       | 7        | 7   | 3. Platz                                           |

| Saison  | Verein                    | Wettbewerb                | Spiele | Tore | 7-Meter | Feldtore | Ø   | Bemerkungen      |
| ------- | ------------------------- | ------------------------- | ------ | ---- | ------- | -------- | --- | ---------------- |
| 2016/17 | SG GS/Kadetten Espoirs SH | Männer NLB                | 2      | 0    | 0       | 0        | 0   |                  |
| 2017/18 | SG GS/Kadetten Espoirs SH | Männer NLB                | 3      | 1    | 0       | 1        | 0.3 |                  |
| 2018/19 | SG GS/Kadetten Espoirs SH | Männer NLB                | 25     | 72   | 0       | 72       | 2.9 |                  |
| 2018/19 | SG GS/Kadetten Espoirs SH | Mobiliar Handball Cup     | 2      | 4    | 0       | 4        | 2   |                  |
| 2018/19 | Kadetten Schaffhausen     | Quickline Handball League | 3      | 4    | 0       | 4        | 1.3 |                  |
| 2019/20 | SG GS/Kadetten Espoirs SH | Männer NLB                | 10     | 33   | 1       | 32       | 3.3 |                  |
| 2019/20 | SG GS/Kadetten Espoirs SH | Mobiliar Handball Cup     | 3      | 13   | 3       | 10       | 4.3 |                  |
| 2020/21 | SG GS/Kadetten Espoirs SH | Männer NLB                | 16     | 62   | 8       | 54       | 3.9 |                  |
| 2020/21 | SG GS/Kadetten Espoirs SH | Mobiliar Handball Cup     | 2      | 14   | 1       | 13       | 7   |                  |
| 2020/21 | Kadetten Schaffhausen     | Quickline Handball League | 1      | 0    | 0       | 0        | 0   |                  |
| 2021/22 | HC Kriens-Luzern          | Quickline Handball League | 29     | 59   | 0       | 59       | 2   |                  |
| 2021/22 | HC Kriens-Luzern          | Mobiliar Handball Cup     | 2      | 5    | 0       | 5        | 2.5 |                  |
| 2022/21 | HC Kriens-Luzern          | Quickline Handball League | 22     | 37   | 9       | 28       | 1.7 | Stand 22.02.2023 |
| 2022/21 | HC Kriens-Luzern          | Mobiliar Handball Cup     | 3      | 18   | 5       | 13       | 6   | Stand 22.02.2023 |

## Persönliches
On Langenick wuchs in Hochdorf im Kanton Luzern auf und absolvierte 2020 eine Lehre als Hochbauzeichner EFZ.